# Pat Renella

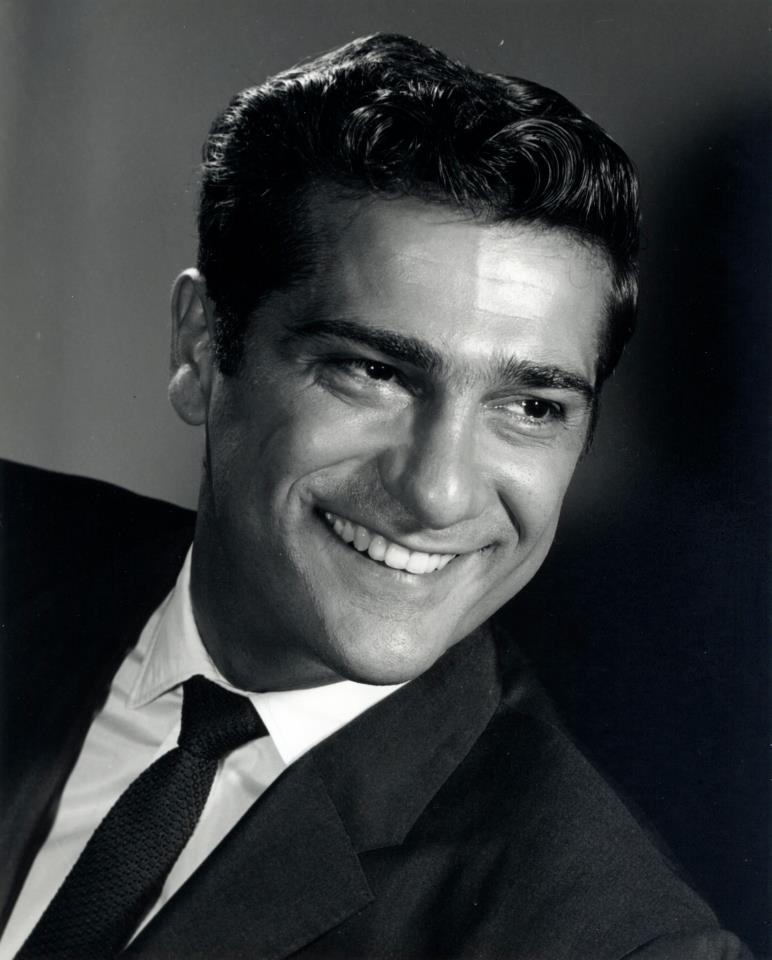
Pat Renella (1968)

Pat J. Renella (* 24. März 1929 in Chicago, Illinois; † 9. November 2012 in Los Angeles, Kalifornien) war ein US-amerikanischer Schauspieler.

## Leben
Der Italo-Amerikaner Renella gab 1961 in Richard Donners Science-Fiction-Produktion Die X-15 startklar neben Charles Bronson und David McLean sein Spielfilmdebüt. Zuvor hatte bereits kleinere Rollen in Fernsehproduktionen sowie am Theater gespielt, beispielsweise 1961 in einer Inszenierung von Bullfight am „Coronet Repertory Theatre“ am La Cienega Boulevard im Westen Hollywoods.
In seiner dreißig Jahre umfassenden Film- und Fernsehkarriere verkörperte Renella oft zwielichtige Charaktere wie den Mafioso John E. Ross im Steve-McQueen-Thriller Bullitt. Zu seinen weiteren Produktionen gehören die Agenten-Komödie Derek Flint – hart wie Feuerstein mit James Coburn als James-Bond-Epigonen, der Science-Fiction-Horrorfilm Im Jenseits ist die Hölle los mit Victor Buono und der Spionagethriller Leise flüstern die Pistolen. Daneben übernahm er zahlreiche Gastrollen in Fernsehserien wie Mannix, Der Chef, Die Straßen von San Francisco, Cannon, High Chaparral, The Alfred Hitchcock Hour, Hotel, Quincy, Detektiv Rockford – Anruf genügt und Ein Duke kommt selten allein. Wiederkehrende Rollen spielte er als Roxy in The New Phil Silvers Show sowie als Psychiater Dr. Bernard Nelson in der Soap Opera General Hospital. Seinen letzten Fernsehauftritt hatte er 1991 als Barkeeper in einer Folge der Krimiserie Ein gesegnetes Team.
Renella, der über 50 Jahre der Screen Actors Guild angehörte, starb am 9. November 2012 nach längerer Erkrankung im Cedars-Sinai Medical Center in Los Angeles.

## Filmografie (Auswahl)
- 1961: Die X-15 startklar (X-15)
- 1963: Der Kommodore (A Gathering of Eagles)
- 1966: Leise flüstern die Pistolen (The Silencers)
- 1967: Derek Flint – hart wie Feuerstein (In Like Flint)
- 1967: Wir … die Wilden vom Sunset Strip (Riot on Sunset Strip)
- 1968: Dayton’s Devils
- 1968: Bullitt
- 1974: Im Jenseits ist die Hölle los (Moonchild)
- 1977: Juanitos großer Freund (Run for the Roses)
- 1977: Ausgetrickst (A Piece of Action)
- 1978: Three on a Date
- 1988: Nitti – Der Bluthund (Frank Nitti: The Enforcer)
- 1989: Beverly Hills Brats